# Stosunek zastąpienia
Stosunek zastąpienia – stosunek potencjalnej wysokości otrzymywanych płatności transferowych do wysokości płacy w poprzednim (ostatnim) miejscu pracy. Obliczanie go w postaci uśrednionej i w skali całego społeczeństwa, jest zatem jednym ze sposobów mierzenia rozmiarów wielkości świadczeń socjalnych, głównych składowych tzw. państwa opiekuńczego (ang. welfare state).

## Przykłady
Jeżeli założymy, że zasiłek dla bezrobotnych jest jedynym składnikiem dochodu, który uzyskuje osoba nie pracująca, to stosunek jego wysokości do wysokości ostatniej płacy rozważanej osoby będzie właśnie przykładem takiego stosunku zastąpienia. Od II wojny światowej stosunek przeciętnej tygodniowej wypłaty z tytułu ubezpieczenia na wypadek bezrobocia do średnich zarobków w USA dla ogółu pracujących poza rolnictwem wzrósł z 39% w 1947 r. do 48% w 1991 r. W okresie tym, główne zmiany w systemie ubezpieczenia na wypadek bezrobocia polegały na rozszerzeniu zakresu jego obowiązywania (zwłaszcza na małe firmy i pracowników zatrudnionych przez władze stanowe i lokalne) oraz przedłużeniu okresu uprawnienia do pobierania zasiłków.
Podobnie analizować można na przykład wielkości przeciętnych potencjalnych świadczeń emerytalnych do średnich dochodów (płac) uzyskiwanych przez otrzymujące je osoby bezpośrednio przed przejściem na emeryturę.
W 1983 r. w USA stosunek ten wynosił 48%, podczas gdy w 1965 r. już zaledwie 31%.